# Осебіць
Осебіць, Осебіці (рум. Osebiți) — село у повіті Бакеу в Румунії. Входить до складу комуни Луїзі-Келугера.
Село розташоване на відстані 240 км на північ від Бухареста, 7 км на південний захід від Бакеу, 89 км на південний захід від Ясс, 136 км на північний схід від Брашова.

## Населення
За даними перепису населення 2002 року у селі проживала 1971 особа. Рідною мовою 1967 осіб (99,8%) назвали румунську.
Національний склад населення села:
| Національність | Кількість осіб | Відсоток |
| -------------- | -------------- | -------- |
| румуни         | 1963           | 99,6%    |
| чанго          | 5              | 0,3%     |